# Jardim David Leandro da Silva
O Jardim David Leandro da Silva é um jardim localizado na Praça David Leandro da Silva, no Poço do Bispo, em Lisboa.